# Emilio Gutiérrez González
Emilio Gutiérrez González (Avilés, 4 de gener de 1971) és un exfutbolista asturià, que jugava com a migcampista.

## Carrera esportiva
Després de romandre dos anys al filial del FC Barcelona, Emilio va jugar a primera divisió a principis de la dècada dels 90, sobretot a l'Sporting de Gijón (91/95), així com a l'Albacete Balompié (95/96). La 92/93 va ser la seua millor campanya, tot jugant 31 partits i marcant 3 gols.
El 1996 va passar una breu estada al Beira Mar portugués, per retornar al Màlaga CF, llavors en Segona B. A la categoria de bronze va jugar, a més a més, a la Cultural Leonesa (97/99), al CE Sabadell (99/00) i al Terrassa FC (00/01).
També va militar al Real Avilés i a la UP Langreo.
Després de retirar-se, ha seguit vinculat al món del futbol en càrrecs com ara secretari tècnic del Real Avilés.